# Sistema nerviós central
El sistema nerviós central (SNC) està constituït per l'encèfal i la medul·la espinal. Estan protegits per les tres meninges (duramàter, piamàter i aracnoides), denominades genèricament meninges. A més, l'encèfal i la medul·la espinal estan protegits per estructures òssies, que són el crani i la columna vertebral respectivament. Els buits d'aquests òrgans estan plens d'un líquid incolor i transparent, que s'anomena el líquid cefalorraquidi. Les seves funcions són molt variades: serveix com a mitjà d'intercanvi a determinades substàncies; com a sistema d'eliminació de productes residuals; per a mantenir l'equilibri iònic adequat i com a sistema amortidor mecànic. Les cèl·lules que formen el sistema nerviós central es disposen de tal manera que donen lloc a dues formacions molt característiques: la substància grisa, constituïda pels cossos neuronals, i la substància blanca, formada principalment per fibres nervioses. La vitamina B1 és important per aquest sistema ja que pot desenvolupar-se el Beri-Beri i aquesta deficiència prolongada de tiamina acaba conduint a danys.